# 외풀
외풀(Lindernia crustacea)은 한국·일본·말레이시아 등지에 분포하는 한해살이풀로서 밭이나 들에서 자란다. 높이 7-15cm이고 잔털이 다소 있으며 밑에서 가지가 갈라진다. 잎은 마주달리고 넓은 난형으로 끝이 둔하며 가장자리에 톱니가 있다. 꽃은 7-8월에 피고 자줏빛이며 잎겨드랑이에 1개씩 달려서 전체가 산방상으로 되고 작은잎이 달려 있다. 작은꽃 줄기는 길이 1-2.5cm이고 화관은 양순형(兩脣形)이며 길이 1cm 정도이다. 꽃받침은 뾰족하게 5개로 갈라지고, 4개의 수술 중 2개는 길다. 삭과는 꽃받침보다 약간 길며 긴 타원형이다. 열매가 참외같이 생겨서 외풀이라고 한다.